# Солов'ян Олександр Миколайович
Олександр Миколайович Солов'ян (нар. 6 квітня 1989) — український футбольний арбітр. У 2017 році розпочав обслуговувати футбольні матчі чемпіонату України у першій лізі. З 2021 року обслуговує футбольні матчі Прем'єр-ліги України.